# بيتر سيباستيان
بيتر سيباستيان (بالمجرية: Sebestyén Péter)‏ مواليد 16 مايو 1994 في بودابست، هو متسابق دراجات نارية مجري. نافس في سباقات بطولة العالم لفئة 125 سي سي. كما شارك في بطولة العالم للسوبربايك.

## وصلات خارجية
- بيتر سيباستيان على موقع MotoGP.com (الإنجليزية)
- بيتر سيباستيان على موقع WorldSBK.com (الإنجليزية)
- الموقع الإلكتروني